# Layers (Kungs-album)
A Layers című stúdióalbum a francia Dj és zenei producer Kungs első debütáló albuma, mely 2016 november 4-én jelent meg a House of Barclay lemezkiadónál. Az album a francia albumlista 10. helyéig jutott, és több slágerlistára is felkerült. Az albumról 4 kislemez jelent meg, a This Girl, a Don't You Know, az I Feel So Bad és a You Remain című.

## Kislemezek
A This Girl című dal 2016 február 19-én jelent meg. A dal egy remix, melynek eredetijét a Cookin' on 3 Burners ausztrál trió készítette, és Kungs csinált belőle remixet. A dal remixében is Kylie Auldist vokálozik. A dal 1. helyezést ért el a francia kislemezlistán. A második dal a Don't You Know 2016. június 24-én jelent meg. A dal a francia kislemezlistán az 5. helyen végzett. A következő 3. dal az I Feel So Bad 2016 október 19-én jelent meg, és szintén helyezést ért el, 3. helyezett lett a francia kislemez listán. A 4. kislemez, a You Remain 2016. október 27-én jelent meg. a 45. helyig jutott.

## Megjelenések
LP  Universal Music France  5721906 

CD  Sound of Barclay 5721907
1. Melody - 4:02
2. This Girl - 3:15
3. Don't You Know - 3:04
4. You Remain - 3:44
5. Freedom - 2:55
6. When You're Gone - 3:35
7. Wild Church - 3:51
8. Bangalore Streets - 3:08
9. Tripping Off - 2:56
10. I Feel So Bad
11. Crazy Enough - 3:52
12. Trust - 3:25

## Slágerlista
| Slágerlista (2016)                         | Legmagasabb helyezés |
| ------------------------------------------ | -------------------- |
| Ausztria (Ö3 Austria Top 40)               | 74                   |
| Belgium (Ultratop Flandria)                | 76                   |
| Kanada (Billboard Canadian Albums Chart)   | 33                   |
| Belgium (Ultratop Vallónia)                | 32                   |
| Franciaország (SNEP Album Top 100)         | 10                   |
| Németország (Offizielle Top 100)           | 56                   |
| Svájc (Schweizer Hitparade Top 100 Albums) | 18                   |
| USA Billboard 200                          | 196                  |